# Pozzilli
Pozzilli è un comune italiano di 2 181 abitanti della provincia di Isernia in Molise.
Fino al 1810 fu una frazione di Venafro.
Il nucleo industriale di Venafro-Pozzilli è uno dei principali della provincia.

## Geografia fisica
Il comune sorge nella valle del Volturno, tra la catena montuosa della Mainarde a nordovest ed il massiccio del Matese a sud est, in un pianoro alluvionale di torrenti come La Rava ed il Ravigone.
Il territorio comprende foreste di pini e querce, mentre le colline circostanti sono coperte di vigne e di oliveti.
Dalle colline di Pozzilli si possono vedere chiaramente ad est Capriati a Volturno e Prata Sannita e lungo la media valle del Volturno si arriva a scorgere a sud est Sesto Campano, a destra, e più in lontananza, Vairano Patenora, verso sinistra.

## Storia
Fino al 1810 la sua storia rientra in quella di Venafro nel  cui territorio comunale  Pozzilli era compreso.
I resti rinvenuti testimoniano la frequentazione umana in epoca preistorica.
In località Camerelle, presso il passaggio a livello ferroviario, venne rinvenuta negli anni settanta una necropoli sannitica.
In epoca romana il territorio era attraversato dall'acquedotto romano di Venafro. Alla fine del XVIII secolo vi venne rinvenuta nella località Triverno la "Tavola acquaria", un'epigrafe datata al 26 a.C. sotto Augusto, che riportava le regole per la manutenzione dell'acquedotto e la distribuzione delle sue acque.
Resti dell'acquedotto (rivus venafranus) sono stati rinvenuti e fotografati: 
-sotto Santa Maria Oliveto in località "Santa Lucia" 
-alle pendici del monte"stingone"in località "arcora"; 
-presso la "chiesa vecchia" di Pozzilli in località "fontana vecchia"; 
-nell'orto di zia Lina Fabrizio in Via Garibaldi di Pozzilli.
Il territorio comunale appartenne al longobardo ducato di Benevento (571-1077). La frazione di Santa Maria Oliveto sarebbe stato fondata nell'839 ad opera di coloni provenienti dalla zona di Sulmona che vi furono insediati dall'abbazia di San Vincenzo al Volturno intorno ad una chiesa dedicata a San Lorenzo.
In epoca normanna nella località di "Arcora", ai piedi del monte Stingone, ad est del capoluogo comunale, sorse uno dei piccoli insediamenti benedettini che segnavano il percorso tra le grandi abbazie di Montecassino e di San Vincenzo al Volturno: vi si osservano i ruderi di alcuni archi di un antico edificio che hanno dato il nome alla località.
Il territorio comunale apparteneva nel 1234 al feudatario Ruggiero Galluccio al quale venne successivamente usurpato da un certo Gualtiero D'Aversa. Nel XVI secolo fu in possesso della famiglia dei Pandone di Venafro, e passò quindi ai Gaetani. Nel XVII secolo il suo nome entra nella storia vera e propria in quanto una bolla pontificia nel 1646 scrive di Pozzilli ("Li pozzilli").
Nel 1811 venne istituito il distretto di Piedimonte d'Alife, nel quale andavano a ricadere il circondario di Venafro ed il territorio di Colli distaccati dal distretto di Sora.
Fino a questa data Pozzilli è stata una frazione del comune di Venafro (che era anche sede di circondario) insieme a Filignano, Conca Casale, Ceppagna e Sesto Campano (Venafro e riuniti).
Con l'occupazione garibaldina e l'annessione al Regno di Sardegna del 1860 il distretto di Piedimonte ed il circondario di Venafro furono soppressi. Santa Maria Oliveto invece era a sé stante, "possedimento" di Montecassino, e passò al comune di Pozzilli come frazione solo poco prima dell'unità d'Italia con regio decreto di Ferdinando II di Napoli, Re delle Due Sicilie. 
Per un breve periodo, tra gli anni '20 e '30, il Comune ritornò ad essere una frazione di Venafro a seguito della riforma del sistema degli enti locali operata dal Fascismo.
Durante la seconda guerra mondiale il territorio di Pozzilli dall'autunno del 1943  alla primavera del 1944 fu teatro di aspri combattimenti fra i Tedeschi asserragliati sui monti a nord-ovest del fiume Volturno e gli Alleati schierati a sud-est, lungo la riva sinistra del fiume. Particolarmente il centro abitato subì grossi danni anche per le rappresaglie tedesche. Fu sede del feld maresciallo tedesco Albert Kesselring in piazza Guglielmo Pepe.
Dopo la ricostruzione postbellica, negli anni sessanta e settanta subì un notevole decremento di popolazione a causa dell'emigrazione all'estero e in Nord Italia. Il fenomeno si è invertito a partire dagli anni ottanta a seguito dell'installazione di industrie nel territorio ("Nucleo industriale di Pozzilli e Venafro", che comprende tra le altre un ramo non alimentare della Unilever e la Lavazza) o a breve distanza (Cassino). Nella primavera del 1984 ha subito i danni del terremoto dell'Italia centro-meridionale con epicentro nella Valle di Comino (FR).
Grande importanza nell'economia comunale a partire dal 1991 ha l'Irccs Neuromed col polo ospedaliero in Pozzilli centro e il centro di ricerca medica nella frazione Camerelle. 
Dal 1994, insieme ad altri 338 soci, fa parte dell'Associazione nazionale città dell'olio.

## Monumenti e luoghi d'interesse

### Borgo medievale di Santa Maria Oliveto
Questa frazione è situara su un colle ad est di Pozzilli, poco distante dal centro. Risulta essere di origini molto antiche e la sua costruzione si fa risalite intorno all'anno mille. A testimonianza di ciò è possibile notare come il borgo antico sia cinto da mura e da tredici torri difensive. Ancora oggi è visibile ciò che rimane del piccolo castello e ad oriente è presente la piccola porta urbana denominata dagli abitanti "Portella". In località Santa Lucia sono tuttora presenti resti dell'acquedotto augusteo che dalle sorgenti del Volturno presso Rocchetta incanalava l'acqua per Venafro. All'interno del borgo in piazza Seggio si trova la piccola chiesa di San Lorenzo Martire, patrono del paese. Nella chiesa è possibile visitare l'abside medioevale rappresentante i dodici apostoli con Gesù, alcuni affreschi di poco pregio e la pregiata statua lignea di San Lorenzo ricavata da legno di noce.

### Chiesa parrocchiale di Santa Caterina d'Alessandria
La chiesa, situata al centro di Pozzilli, fu costruita nel XV secolo ma rimodellata nel XVI. La facciata barocca è in intonaco rosato con alcune cornici. Il campanile benedettino è a torre alta una ventina di metri,situata all'angolo nordovest della chiesa. L'interno a navata unica conserva una preziosa tela raffigurante le Nozze mistiche di Santa Caterina, dipinto del XVI secolo.
La santa è posta sulla sinistra e riceve una corona di alloro dalla Madonna troneggiante.

### Solfatara di Pozzilli
Situata sulla riva destra del fiume Volturno (a 3–4 km dal centro verso est) su un rilievo calcareo creato da millenni di eruzione idrogeologica, presenta più di una sorgente di acqua solforosa, frequentata e sfruttata dal punto di vista ecologico e termale dagli Antichi Romani. Presenta resti di antiche costruzioni e di edifici termali moderni mai utilizzati ed ormai in rovina. È stato ritrovo di scampagnate e di "bagni" per molti abitanti di Pozzilli e di Venafro. Le sue acque erano note  per la cura di malattie della pelle come l'exema (la zélla).

### Cappella del Pedicone
I suoi resti in rovina e abbandonati sono visibili a poca distanza e a occidente di Pozzilli sulla riva destra del torrente Rava in località "Pedicone" (o "Pedigone"). Fu eretta agli inizi del Novecento in segno di devozione alla Madonna, ivi apparsa ad alcuni pastorelli. È stata oggetto di pellegrinaggi da parte di devoti di Carpinone, che abbiamo ancora come ricordo della nostra fanciullezza, fino agli anni cinquanta.

## Società

### Evoluzione demografica
Abitanti censiti

### Lingue e dialetti
Il dialetto di Pozzilli si avvicina molto a quello campano (una via di mezzo tra il campano e il molisano, in realtà). Fino all'unità d'Italia, questo centro e quelli di Venafro, di Conca Casale e di Sesto Campano facevano parte della provincia di Terra di Lavoro. Per questo motivo il loro dialetto, le loro tradizioni ed i loro usi e costumi sono molto più vicini alla Campania che al Molise. Esplorando il lessico troviamo elementi linguistici che riconducono inequivocabilmente al dialetto campano: ngòppa = sopra, iàmm' = andiamo, n'sciun'= nessuno, cìènt' = cento, viènt' = vento, eccetera. Cambiamenti ci sono invece per quanto riguarda gli articoli: a Venafro si usa "i" (ad es. i cuan' = il cane, i scium'  = il fiume), a Pozzilli "gl'" (gl'cuan' = il cane, gl'scium' = il fiume). I dialetti dei paesi sulla riva destra del fiume Volturno (come Pozzilli, Santa Maria Oliveto, Roccaravindola) assomigliano molto più tra loro che non a quelli sulla riva sinistra (come Monteroduni e Macchia D'Isernia): qui (inoltre) "i" e "gl'" diventano "ru" (ru can' , ru scium' ). Sesto Campano, come evidenziato nell'aggettivo, si accosta ancora di più alla confinante Campania per gli usi e costumi e per le inflessioni dialettali.

### Cucina
"Polenta tordiglione di Pozzilli"
Bollire le verdure (solo foglie tenere) in una pentola con abbondante acqua e sale. Le verdure devono essere ben cotte, quasi scotte. Di solito si usano i broccoli di natale da soli ma si possono aggiungere cime di rape, rapestre ed altre verdure. Quindi - poco alla volta - aggiungere nell’acqua e verdure cotte la farina di granturco, girando costantemente al fine di evitare i grumi. Condire ogni piatto a volontà con olio fritto insieme a peperoncino piccante ed aglio molto rosolato preparato in una pentola a parte.

## Geografia antropica

### Frazioni
Nel territorio comunale - oltre Pozzilli centro - sono presenti diverse frazioni abitate come Santa Maria Oliveto, Triverno-Camerelle, Collegrotte e Leone, mentre altre come Ciannalone, Vettese e Demanio sono in abbandono.
Il nucleo abitato principale di Pozzilli si colloca lungo il torrente Rava a 3 km o poco più da Venafro, verso nord, negli ultimi anni grazie ad una urbanizzazione della zona il paese si sta congiungendo con la vicinissima Venafro.
Verso est, sulla riva destra del fiume Volturno, ad una distanza di 4 km dal centro abitato, sorgono delle sorgenti di acqua sulfurea (Z'lfatara), note già in epoca romana e da alcuni anni area protetta (ma da tempo abbandonata) gestita dal WWF.
Nella pianura ad oriente (tra il centro di Pozzilli e quello di Santa Maria Oliveto) a circa 2,5 km dal capoluogo comunale, si trovano le due frazioni di Camerelle e Triverno, ormai unificate con circa 350 abitanti.
Collegrotte (circa 15 abitanti), verso sud ovest, si trova a 460 m s.l.m. e Leone (poche decine di abitanti), verso ovest, sulla sponda sinistra della Val di Rava, su un poggio a 500 m s.l.m. al confine con Casalcassinese nel Lazio.

### Santa Maria Oliveto
Santa Maria Oliveto si trova a circa 5 km ad est dal centro di Pozzilli, a 378 m s.l.m. affacciata sulla piana di Venafro a sud. Il paese soffre oggi di un modesto quanto continuo spopolamento, tanto che la popolazione residente oggi si attesta intorno alle 200 unità. Le prime notizie certe del paese e della sua costruzione risalgono all'XI secolo, periodo in cui si costruisce un borgo fortificato cinto da mura e da tredici torri. Ancora oggi è chiaramente visibile ciò che rimane del piccolo castello, delle mura e delle torri e ad oriente. Ad oriente è presente la porta urbana "Saracena" denominata dagli abitanti "Portella". In località Santa Lucia sono tuttora presenti resti dell'acquedotto augusteo che dalle sorgenti del Volturno presso Rocchetta incanalava l'acqua per Venafro. All'interno del borgo in piazza Seggio si trova la piccola chiesa di San Lorenzo Martire, patrono del paese. Nella chiesa è possibile visitare l'abside medioevale rappresentante i dodici apostoli con Gesù, alcuni affreschi di poco pregio e la pregiata statua lignea di San Lorenzo ricavata da legno di noce. Fuori dall'antico borgo è presente la chiesetta di Santa Maria delle Grazie dove è conservata la statua della Vergine. Il paese è circondato da boschi e oliveti. Presenta un clima gradevole ed è piacevole trascorrervi le giornate soprattutto in estate.
La principale festa del paese si svolge il 9 e il 10 agosto quando si festeggiano Sant'Antonio di Padova e il patrono San Lorenzo Martire con messe e processioni accompagnate dalla banda musicale, oltre che i classici spettacoli ludici serali.

## Amministrazione
| Periodo         | Periodo         | Primo cittadino     | Partito            | Carica           | Note  |
| --------------- | --------------- | ------------------- | ------------------ | ---------------- | ----- |
| 5 aprile 2005   | 30 marzo 2010   | Paolo Passarelli    | Lista civica       | Sindaco          |       |
| 30 marzo 2010   | 18 gennaio 2015 | Nicandro Tasso      | Lista civica       | Sindaco          | [ 7 ] |
| 31 maggio 2015  | 11 ottobre 2023 | Stefania Passarelli | Lista civica       | Sindaco          |       |
| 11 ottobre 2023 | 10 giugno 2024  | Giacomo Del Corpo   | Lista civica       | Vicesindaco f.f. | [ 8 ] |
| 10 giugno 2024  | in carica       | Giacomo Del Corpo   | Per il bene comune | Sindaco          |       |